# Fiskeläget
Fiskeläget är en svensk TV-serie från 1974 på fyra delar, ursprungligen visad i TV2. Serien regisserades av Göran Stangertz. För manus stod Bo Sigvard Nilsson och Arne Pettersson.

## Rollista
- Sören Alm – Anders Karlsson
- Margita Ahlin – Astrid
- Else Marie Brandt – Anna-Stina Samuelsson
- Percy Brandt – bankman
- Tomas von Brömssen – fotbollsspelare
- Ingemar Carlehed – Lars-Olof
- Gunnar Ekwall – Edvin
- Jonas Falk – Conny Samuelsson
- Niklas Falk – Robert Samuelsson
- Folke Hjort – Sölve
- Olof Huddén – Per-Axel Samuelsson
- Stig Johanson – Donald Samuelsson
- Tommy Johnson – Egon
- Evert Lindkvist – lagledare
- Hans Mosesson – flottist
- Gunilla Olsson – Barbro Samuelsson
- Rune Ottoson – Arvid
- Göran Stangertz – Gunnar Berghäll
- Christina Stenius – Vera
- Emy Storm – Vally Samuelsson
- Kerstin Tidelius – Lilly
- Stig Torstensson – Flemming
- Ulla Wennborg – Ingela